# ادن اکس‌او
ادن اکس‌او (به انگلیسی: Eden xo) با نام اصلی ادن ویلسون (به انگلیسی: Eden Wilson) (زاده ۳۰ مارس ۱۹۸۹) خواننده، ترانه‌سرا، رقصنده و بازیگر آمریکایی است.